# Bruny Surin
Pour les articles homonymes, voir Surin.
Bruny Surin (né le 12 juillet 1967 au Cap-Haïtien, à Haïti) est un athlète canadien, spécialiste du 100 mètres. Il a été à deux reprises vice-champion du monde du 100 m, en 1995 et 1999, et plusieurs fois médaillé d'or avec le relais 4 x 100 m canadien.

## Biographie
Natif d'Haïti, Bruny Surin émigre en 1975 au Canada à l'âge de huit ans en compagnie de ses parents  et de ses trois sœurs, il obtient peu après la nationalité canadienne. Il pratique le basket-ball au début de son adolescence avant d'opter pour l'athlétisme à l'âge de 17 ans où il a été découvert par l'entraîneur Daniel St-Hilaire, sport dans lequel il excelle au saut en longueur et au triple saut.
Il fait ses débuts sur la scène internationale à l'occasion des Jeux panaméricains de 1987 en terminant à la quinzième place du concours de la longueur, et obtient le même résultat l'année suivante lors des Jeux olympiques de Séoul. Handicapé par des blessures récurrentes aux chevilles durant l'année 1989, Bruny Surin se sépare de son entraîneur, Enrico Dionisi, pour se rapprocher de Franco Barucci, entraîneur italien basé à Sienne. Ce dernier convainc Surin de se concentrer exclusivement sur les épreuves de sprint, prédisant en lui un potentiel de 10 s 10 sur l'épreuve-reine. Le Canadien remporte l'année de leur collaboration les Championnats du Canada d'athlétisme en 10 s 14.
Surin remporte sa première médaille lors d'une grande compétition internationale à l'occasion des Jeux du Commonwealth de 1990 d'Auckland, se classant troisième du 100 m en 10 s 12, derrière le Britannique Linford Christie et le Nigérian Davidson Ezinwa. Aligné sur deux épreuves lors des Championnats du monde 1991 de Tokyo, il prend la huitième place de la finale du 100 m et de la finale du relais 4 × 100 m. L'année suivante, il termine au pied du podium du 100 m des Jeux olympiques d'été de Barcelone, échouant à cinq centièmes de secondes de la médaille de bronze, et est par ailleurs éliminé en demi-finale du relais 4 × 100 m. En début de saison 1993, Surin remporte son premier titre international majeur à l'occasion des Championnats du monde en salle disputés à Toronto, s'imposant sur 60 m en 6 s 50 devant le Namibien Frankie Fredericks. Durant l'été, il termine cinquième de la finale du 100 m des Championnats du monde de Stuttgart en établissant son record personnel sur la distance en 10 s 02. Troisième relayeur de l'équipe du relais 4 × 100 m, il permet au Canada de remporter la médaille de bronze en 37 s 83, établissant à l'occasion un nouveau record national.
Il décroche son premier titre international à l'occasion des Jeux du Commonwealth 1994 de Victoria en remportant la finale du relais 4 × 100 m aux côtés de ses compatriotes Donovan Bailey, Carlton Chambers et Glenroy Gilbert. En 1995, il conserve son titre mondial du 60 m lors des Championnats du monde en salle de Barcelone en établissant en 6 s 46 la meilleure performance mondiale de l'année. Bruny Surin descend pour la première fois sous la barrière des 10 secondes au 100 m en réalisant 9 s 97 (vent favorable de 1,3 m/s) aux Championnats canadiens de Montréal. Il remporte quelques semaines plus tard la médaille d'argent du 100 m des Championnats du monde de Göteborg en 10 s 03, terminant à six centièmes de secondes de Donovan Bailey. En fin de compétition, il remporte le titre mondial du relais 4 × 100 m avec Donovan Bailey, Robert Esmie et Glenroy Gilbert.
Bruny Surin s'incline en demi-finale du 100 m des Jeux olympiques d'Atlanta mais décroche la médaille d'or du relais 4 × 100 m en compagnie de l'équipe championne du monde l'année précédente (Bailey, Gilbert, et Esmie). Le Canada devance, avec le temps de 37 s 69, les États-Unis et le Brésil. L'année suivante, le Québécois ne prend que la 7e place du 100 m des Championnats du monde d'athlétisme 1997 mais triomphe une nouvelle fois dans l'épreuve collective du relais 4 × 100 m.
Il finit deuxième du 100 m des Championnats du monde 1999 de Séville où il court la distance en 9 s 84, seulement devancé par l'Américain Maurice Greene en 9 s 80. Surin établit le meilleur temps de sa carrière, égalant le record national du Canada détenu par Donovan Bailey.
Il met un terme à sa carrière d'athlète en 2002. Il est nommé membre de l’Ordre du Canada en 2021.
En 2022, la Fondation Bruny Surin célèbre son 20e anniversaire. Cette fondation soutient et encourage l’adoption d’un mode de vie sain et actif chez les jeunes. La fondation souhaite faciliter l’accès à des infrastructures et équipements sportifs pour toute la jeunesse du Québec.

## Palmarès

### International
| Date | Compétition                    | Lieu      | Résultat | Épreuve          |
| ---- | ------------------------------ | --------- | -------- | ---------------- |
| 1990 | Jeux du Commonwealth           | Auckland  | 3e       | 100 m            |
| 1990 | Jeux du Commonwealth           | Auckland  | 7e       | Saut en longueur |
| 1991 | Championnats du monde en salle | Séville   | 8e       | 60 m             |
| 1991 | Championnats du monde          | Tokyo     | 8e       | 100 m            |
| 1992 | Jeux olympiques                | Barcelone | 4e       | 100 m            |
| 1993 | Championnats du monde en salle | Toronto   | 1er      | 60 m             |
| 1993 | Championnats du monde          | Stuttgart | 5e       | 100 m            |
| 1993 | Championnats du monde          | Stuttgart | 3e       | 4 × 100 m        |
| 1994 | Jeux du Commonwealth           | Victoria  | 1er      | 4 × 100 m        |
| 1995 | Championnats du monde en salle | Barcelone | 1er      | 60 m             |
| 1995 | Championnats du monde          | Göteborg  | 2e       | 100 m            |
| 1995 | Championnats du monde          | Göteborg  | 1er      | 4 × 100 m        |
| 1996 | Jeux olympiques                | Atlanta   | 1er      | 4 × 100 m        |
| 1997 | Championnats du monde en salle | Paris     | 5e       | 60 m             |
| 1997 | Championnats du monde          | Athènes   | 7e       | 100 m            |
| 1997 | Championnats du monde          | Athènes   | 1er      | 4 × 100 m        |
| 1999 | Championnats du monde en salle | Maebashi  | 8e       | 60 m             |
| 1999 | Championnats du monde          | Séville   | 2e       | 100 m            |
| 1999 | Jeux panaméricains             | Winnipeg  | 2e       | 4 × 100 m        |

### National
- Championnats du Canada d’athlétisme :
  - 100 m : vainqueur en 1989, 1990, 1991, 1998, 1999 et 2000[5]

## Records
| Épreuve      | Épreuve          | Performance | Lieu       | Date             |
| ------------ | ---------------- | ----------- | ---------- | ---------------- |
| En salle     | 50 m             | 5 s 64      | Moscou     | 27 janvier 1995  |
| En salle     | 60 m             | 6 s 45      | Liévin     | 13 février 1993  |
| En salle     | 200 m            | 20 s 66     | Sherbrooke | 14 février 1998  |
| En plein air | 100 m            | 9 s 84      | Séville    | 22 août 1999     |
| En plein air | 150 m            | 15 s 49     | Sheffield  | 29 juin 1997     |
| En plein air | 200 m            | 20 s 21     | Bruxelles  | 3 septembre 1999 |
| En plein air | Saut en longueur | 8,03 m      | Houston    | 30 mai 1987      |

## Politique
Bruny Surin tente de se lancer en politique municipale à la faveur d'une élection partielle dans le District 19 - Marc-Aurèle-Fortin de la ville de Laval en novembre 2019, mais termine deuxième derrière le chef de l'opposition officielle qui tente alors de faire son entrée au conseil municipal.
| Candidat | Candidat             | Parti               | Voix  | %     |
| -------- | -------------------- | ------------------- | ----- | ----- |
|          | Michel Trottier      | Parti Laval         | 1501  | 35,30 |
|          | Bruny Surin          | Mouvement lavallois | 1 419 | 33,72 |
|          | Francine LeBlanc     | Action Laval        | 1 251 | 29,40 |
|          | Khalid Ould El Gadia | Avenir Laval        | 724   | 11,58 |
|          | Gabriel Vellone      | Progrès Laval       | 84    | 1,34  |
| Total    | Total                | Total               | 4 254 | 100%  |

## Biographie
- En septembre 2009, il sort ses mémoires écrites avec le journaliste Saïd Khalil, Le Lion tranquille, édition Libre expression.